# امبیکاپور، هند
امبیکاپور، هند (به انگلیسی: Ambikapur, India) یک منطقهٔ مسکونی در هند است که در چتیسگر واقع شده‌است.

## خصوصیات
امبیکاپور ۱٬۹۸۳ کیلومترمربع مساحت و ۲۱۴٬۵۷۵ نفر جمعیت دارد و ۶۲۳ متر بالاتر از سطح دریا واقع شده‌است.